# Matt Ross
Matthew Brandon Ross (Greenwich, 3 de janeiro de 1970), mais conhecido como Matt Ross, é um ator, diretor e roteirista americano. Ele é mais conhecido por interpretar Alby Grant em Big Love, Jack Klein em Magic City e Gavin Belson em Silicon Valley.

## Filmografia

### Cinema
Como ator
| Ano  | Título                     | Papel                |
| ---- | -------------------------- | -------------------- |
| 1994 | PCU                        | Raji                 |
| 1995 | 12 Monkeys                 | Bee                  |
| 1996 | Ed's Next Move             | Eddie                |
| 1997 | Face/Off                   | Loomis               |
| 1997 | You Are Here               | Criança na mercearia |
| 1998 | Homegrown                  | Ben Hickson          |
| 1998 | The Last Days of Disco     | Dan                  |
| 1999 | Pushing Tin                | Ron Hewitt           |
| 2000 | American Psycho            | Luis Carruthers      |
| 2000 | Company Man                | Danny                |
| 2001 | Just Visiting              | Hunter               |
| 2001 | Dust                       | Stitch               |
| 2003 | Down with Love             | J.B.                 |
| 2004 | The Aviator                | Glenn Odekirk        |
| 2005 | Good Night, and Good Luck. | Eddie Scott          |
| 2006 | Last Holiday               | Adamian              |
| 2007 | Turn the River             | David                |

#### Como diretor
| Ano  | Título            |
| ---- | ----------------- |
| 2012 | 28 Hotel Rooms    |
| 2016 | Captain Fantastic |

### Televisão
Como ator
| Ano       | Título                              | Papel                       | Notas                              |
| --------- | ----------------------------------- | --------------------------- | ---------------------------------- |
| 1997      | Party of Five                       | Aaron Hughes                | Episódio: "Life's Too Short"       |
| 1997      | A Deadly Vision                     | O Assassino                 | Telefilme                          |
| 1997      | Oz                                  | Policial Anthony Nowakowski | Episódio: "A Game of Checkers"     |
| 1997      | Buffalo Soldiers                    | Cap. Calhoun                | Telefilme                          |
| 1999      | Third Watch                         | Leonard                     | Episódio: "History of the World"   |
| 2002      | Rose Red                            | Emery Waterman              | 3 episódios                        |
| 2003      | Touched by an Angel                 | Pete                        | Episódio: "The Root of All Evil"   |
| 2003      | Six Feet Under                      | Daniel Showalter            | Episódio: "You Never Know"         |
| 2003      | Just Shoot Me!                      | Adam                        | Episódio: "My Fair Finchy"         |
| 2005      | Bones                               | Neil Meredith               | Episódio: "The Girl in the Fridge" |
| 2006      | CSI: Miami                          | Paul Burton                 | Episódio: "Silencer"               |
| 2006      | Invasion                            | Vince                       | Episódio: "The Fittest"            |
| 2006      | Justice                             | Stormer                     | Episódio: "Pilot"                  |
| 2006-2011 | Big Love                            | Alby Grant                  | 49 episódios                       |
| 2006      | Numb3rs                             | Joel Hellman                | Episódio: "Provenance"             |
| 2010      | CSI: Crime Scene Investigation      | Charlie DiMasa              | Episódio: "Meat Jekyll"            |
| 2011      | American Horror Story: Murder House | Charles Montgomery          | 6 episódios                        |
| 2012-2013 | Magic City                          | Jack Klein                  | 14 episódios                       |
| 2013      | Ring of Fire                        | Johnny Cash                 | Telefilme                          |
| 2013      | Revolution                          | Titus Andover               | 4 episódios                        |
| 2014-2019 | Silicon Valley                      | Gavin Belson                | 53 episódios                       |
| 2015      | American Horror Story: Hotel        | Charles Montgomery          | Episódio: "Room 33"                |

Como diretor
| Ano       | Título         | Notas       |
| --------- | -------------- | ----------- |
| 2018-2019 | Silicon Valley | 2 episódios |
| 2022      | Gaslit         | 8 episódios |